# Centropogon verbascifolius
Centropogon verbascifolius là loài thực vật có hoa trong họ Hoa chuông. Loài này được (C.Presl) Gleason mô tả khoa học đầu tiên năm 1925.